# The Cryosphere
The Cryosphere est une revue scientifique à comité de lecture en libre accès publiée et diffusée par Copernicus Publications pour le compte de l'Union européenne des géosciences (EGU) qui en assure la rédaction. Elle couvre les sujets de recherche liés à la cryosphère terrestre et extraterrestre. La revue est disponible en ligne et en version imprimée. Les articles sont publiés sous la licence Creative Commons Attribution 3.0.

## Thématiques
La revue se concentre sur tous les aspects de l'eau solide (glace, neige, banquise, glaciers, inlandsis) et du sol gelé (en permanence ou de façon saisonnière) sur la Terre et sur d'autres corps planétaires.

## Historique de publication
La revue est créée en 2007 par l'EGU. Les rédacteurs en chef sont Chris Derksen (Environnement et Changement climatique Canada ), Olaf Eisen (Institut Alfred Wegener pour la recherche polaire et marine), Christian Haas (Institut Alfred Wegener pour la recherche polaire et marine ), Christian Hauck (université de Fribourg), Nanna Bjørnholt Karlsson (Commission géologique du Danemark et du Groenland ) et Thomas Mölg (université d'Erlangen–Nuremberg). 

## Processus de publication
Le processus d'acceptation et de publication des articles est interactif et se fait en plusieurs étapes :
- Dans un premier temps, les articles passent un examen rapide par des pairs nommés par les directeurs de publication ;
- dans un deuxième temps, ils sont publiés sur le forum du site internet de l'Union européenne des géosciences : EGUsphere. Ils sont ensuite soumis pendant plusieurs semaines à une évaluation publique et interactive par tous les pairs qui le souhaitent, notamment sous forme de commentaires de référents (anonymes ou attribués), de commentaires supplémentaires d'autres membres de la communauté scientifique (attribués) et de réponses des auteurs ;
- enfin, s'ils sont acceptés par la communauté, une version révisée par les auteurs (tenant compte des remarques de l'étape précédente) est publiée dans la revue. Pour assurer la préséance de la publication pour les auteurs et pour fournir un historique vérifiable de la discussion scientifique en ligne, le journal et le forum sont archivés en permanence et entièrement consultables.

## Indexation et facteur d'impact
Selon le Journal Citation Reports, la revue a un facteur d'impact de 4,4 en 2023.